# Stenostomum predatorium
Stenostomum predatorium är en plattmaskart. Stenostomum predatorium ingår i släktet Stenostomum och familjen Stenostomidae. Inga underarter finns listade i Catalogue of Life.